# Karjala Cup 1997
Der Karjala Cup 1997 war nach dem Vorjahr die 2. Austragung des in Finnland stattfindenden Eishockeyturniers. Dieses Turnier ist Teil der Euro Hockey Tour, bei welcher sich die Nationalmannschaften Finnlands, Schwedens, Russlands und Tschechiens messen.

## Spiele
| 6. November 1997 | Finnland | 3:2 (2:1, 1:1, 0:0) | Russland |  |

| 6. November 1997 | Schweden | 1:0 (1:0, 0:0, 0:0) | Tschechien |  |

| 8. November 1997 | Schweden | 3:1 (1:1, 1:0, 1:0) | Russland |  |

| 8. November 1997 | Finnland | 2:5 (1:3, 1:1, 0:1) | Tschechien |  |

| 9. November 1997 | Russland | 1:0 (0:0, 0:0, 1:0) | Tschechien |  |

| 9. November 1997 | Finnland | 2:5 (1:1, 0:2, 1:2) | Schweden |  |

## Tabelle
| Platz | Mannschaft    | Spiele | S | S (OT) | N (OT) | N | T    | P |
| ----- | ------------- | ------ | - | ------ | ------ | - | ---- | - |
|       | Schweden      | 3      | 3 | 0      | 0      | 0 | 9:03 | 6 |
|       | Tschechien[1] | 3      | 1 | 0      | 0      | 2 | 5:04 | 2 |
|       | Russland[1]   | 3      | 1 | 0      | 0      | 2 | 2:04 | 2 |
| 4.    | Finnland[1]   | 3      | 1 | 0      | 0      | 2 | 7:12 | 2 |

| Vergleich der Mannschaften um die Plätze 2–4 | Vergleich der Mannschaften um die Plätze 2–4 | Vergleich der Mannschaften um die Plätze 2–4 | Vergleich der Mannschaften um die Plätze 2–4 | Vergleich der Mannschaften um die Plätze 2–4 | Vergleich der Mannschaften um die Plätze 2–4 | Vergleich der Mannschaften um die Plätze 2–4 | Vergleich der Mannschaften um die Plätze 2–4 |
| Mannschaft                                   | Spiele                                       | S                                            | S (OT)                                       | N (OT)                                       | N                                            | T                                            | P                                            |
| -------------------------------------------- | -------------------------------------------- | -------------------------------------------- | -------------------------------------------- | -------------------------------------------- | -------------------------------------------- | -------------------------------------------- | -------------------------------------------- |
| Tschechien                                   | 2                                            | 1                                            | 0                                            | 0                                            | 1                                            | 5:3                                          | 2                                            |
| Russland                                     | 2                                            | 1                                            | 0                                            | 0                                            | 1                                            | 3:3                                          | 2                                            |
| Finnland                                     | 2                                            | 1                                            | 0                                            | 0                                            | 1                                            | 5:7                                          | 2                                            |

## All-Star-Team
Punktbester Spieler des Turniers war der für Schweden spielende Mikael Johansson mit 5 Punkten (davon 2 Tore und 3 Assists).
| Angriff:      | Jan Čaloun – Patric Kjellberg – Kimmo Rintanen |
| Verteidigung: | Magnus Svensson – Petteri Nummelin             |
| Tor:          | Tommy Söderström                               |